# Bódi Zoltán
Bódi Zoltán (Budapest, 1950. november 6. –) labdarúgó, középpályás.

## Pályafutása
21. születésnapján, 1971. november 6-án a Bp. Honvéd csapatában mutatkozott az élvonalban a Komlói Bányász ellen, ahol 0–0-s döntetlen született. 1974-ig játszott Kispesten. Ezt követően egy-egy idényt a VM Egyetértés és a Vasas színeiben szerepelt. 1976-ban került a Dunaújvárosi Kohász csapatához, ahol 121 élvonalbeli mérkőzésen 12 gólt szerzett. 1984-ben már a másodosztályú Siófoki Bányász játékosként nyert magyar kupát. Utolsó élvonalbeli mérkőzésén az MTK-VM ellen 0–0-s döntetlen született.

## Sikerei, díjai
- Magyar bajnokság
  - 2.: 1971–72
- Magyar Népköztársasági Kupa (MNK)
  - győztes: 1984